# 伊鲁埃斯特
伊鲁埃斯特，是西班牙卡斯蒂利亚-拉曼恰瓜达拉哈拉省的一个市镇。总面积14平方公里，总人口67人（2001年），人口密度5人/平方公里。